# Ołeh Serbin
Ołeh Maksymowycz Serbin (ukr. Олег Максимович Сербін; ur. 11 sierpnia 2001) – ukraiński skoczek do wody, olimpijczyk z Tokio 2020, wicemistrz Europy.

## Życie prywatne
Syn Switłany Serbiny - olimpijki z Atlanty 1996 i Sydney 2000, mistrzyni świata w skokach do wody.

## Udział w zawodach międzynarodowych
| Impreza                                                             | Rok  | Miejsce      | Konkurencja                        | Wynik  | Wynik   |
| Impreza                                                             | Rok  | Miejsce      | Konkurencja                        | Punkty | Miejsce |
| ------------------------------------------------------------------- | ---- | ------------ | ---------------------------------- | ------ | ------- |
| Igrzyska olimpijskie                                                | 2020 | Tokio        | wieża 10 m synchronicznie mężczyzn | 400.44 | 6.      |
| Mistrzostwa świata w pływaniu                                       | 2019 | Gwangju      | wieża 10 m indywidualnie           | 339.10 | 26.     |
| Mistrzostwa świata w pływaniu                                       | 2019 | Gwangju      | wieża 10 m synchronicznie mężczyzn | 412.62 | 4.      |
| Mistrzostwa Europy w pływaniu, Mistrzostwa Europy w skokach do wody | 2018 | Glasgow      | wieża 10 m indywidualnie           | 331.10 | 15.     |
| Mistrzostwa Europy w pływaniu, Mistrzostwa Europy w skokach do wody | 2018 | Glasgow      | wieża 10 m synchronicznie mikstów  | 245.94 | 5.      |
| Mistrzostwa Europy w pływaniu, Mistrzostwa Europy w skokach do wody | 2019 | Kijów        | wieża 10 m indywidualnie           | 424.90 | 6.      |
| Mistrzostwa Europy w pływaniu, Mistrzostwa Europy w skokach do wody | 2019 | Kijów        | wieża 10 m synchronicznie mężczyzn | 413.16 | srebro  |
| Mistrzostwa Europy w pływaniu, Mistrzostwa Europy w skokach do wody | 2020 | Budapeszt    | wieża 10 m indywidualnie           | 363.95 | 11.     |
| Mistrzostwa Europy w pływaniu, Mistrzostwa Europy w skokach do wody | 2020 | Budapeszt    | wieża 10 m synchronicznie mężczyzn | 382.05 | 5.      |
| Igrzyska olimpijskie młodzieży                                      | 2018 | Buenos Aires | wieża 10 m indywidualnie           | 486.50 | 6.      |
| Igrzyska olimpijskie młodzieży                                      | 2018 | Buenos Aires | konkurs drużynowy                  | 333.40 | 6.      |